# Джозеф Свіні
Джозеф Свіні (англ. Joseph Sweeney) — американський актор театру та кіно. Найбільш відомий виконанням ролі літнього Присяжного № 9 у фільмі 1957 року «12 розгніваних чоловіків». Свою роль Свіні створив у 1954 році для телеспектаклю «Дванадцять розгніваних чоловіків», що був вельми успішним та трьома роками пізніше адаптований для фільму «12 розгніваних чоловіків», який, своєю чергою, став одним із найкращих фільмів США.

## Біографія
Із 1910-х Джозеф Свіні починає акторську кар'єру, яка заведе його до Бродвею та головних театральних гастролей Сполученими Штатами. Його сценічна кар'єра не була зірковою, але постійно зростала. Свіні брав участь у різних шоу, та не залишався ні в одному із них, більш як на 3 місяці.
Усе змінюється у 1934 році, коли Свіні грає у прем'єрній, поруч із Генрі Фондою, успішній Бродвейській виставі «Фермер одружується». Це стало поштовхом для подальшої кар'єри, оскільки вже у 1935-му Свіні з'являється у комедійній виставі «Простенька справа про вбивство»(A Slight Case of Murder) і в «Dear Old Darling», у 1936-му. Далі, із 1941-го, виступав у чорній комедії «Arsenic and Old Lace» до самого кінця шоу, влітку 1944 року. На початку 1950-х знімається у декількох телевізійних серіалах.
У 1953 році Свіні повертається до Бродвейської сцени, створюючи й виконуючи роль у класичній трагедії Артура Міллера «Суворе Випробування», поруч із І. Джи. Маршаллом. Менше ніж через тиждень після виступу актору приходить лист від Деніела Блама, голови «Theatre World», у якому Свіні просять надати інформацію про свою біографію та додати фотографію для 9-го щорічного друкованого видання. Проте Свіні відмовляє, мотивуючи це тим, що в його біографії нема нічого, що б могло зацікавити читачів.
1954 року зіграв власнорозробленого персонажа в одному з епізодів телевізійних серій «Westinghouse Studio One», «Дванадцять розгніваних чоловіків» автора п'єси Реджинальда Роуза. Загалом телеспектакль отримав 3 премії Еммі, включаючи одну Реджинальду Роузу за найкращий сценарій.
1957-го був знятий «12 розгніваних чоловіків», що був удостоєний багатьох нагород, та був номінований на найпрестижніші премії. Саме завдяки цьому фільмові Джозеф Свіні заносить себе до світового кінематографа. Також, Свіні — один із двох акторів, разом із Їржи Восковецем, які зіграли в оригінальній та у фільмовій версіях п'єси.
Свіні продовжує активно залучатися до різних проєктів, та з'являється, щонайменше, у дванадцяти телевізійних шоу, у яких був задіяний аж до кінця свого життя.

## Фільмографія
- Sylvia on a Spree (1918)
- Soak the Rich (1936)
- Філадельфійська історія
- За стіною[en] (1950)
- Дванадцять розгніваних чоловіків[en] (1954) (ТВ)
- The Man in the Gray Flannel Suit[en] (1956)
- The Fastest Gun Alive[en] (1956)
- 12 розгніваних чоловіків (1957)